# Politique nataliste en république socialiste de Roumanie
Décret du 30 septembre 1957 (Légalisation de l'avortement) Décret du 26 décembre 1989 (Rétablissement de l'avortement)
La politique nataliste en république socialiste de Roumanie est une série de mesures prises par le gouvernement roumain sous la direction de Nicolae Ceaușescu afin d'enrayer le déclin démographique en relançant la natalité, pour assurer le poids international de la Roumanie. Ces mesures comprennent le décret no 770 émis en 1966, réglementant très strictement l'avortement, et la mise en place d'un réseau d'orphelinats d'État pour les enfants que leurs familles ne pouvaient pas élever.
Le décret no 770/1966 a été abrogé en décembre 1989, mais de très nombreuses personnes sont nées en 1967 sans avoir été désirées, et beaucoup d'entre elles gardent des séquelles physiques et psychologiques des carences subies dans les orphelinats. Après 1990, lorsque la réalité des orphelinats a été rendue publique, un choc s'est produit parmi les Roumains, ce qui contribuera à la perte de confiance dans la société et dans les gens eux-mêmes. Les parents pris par surprise lors de la promulgation de ce décret, gardent eux aussi des traumas de cette politique nataliste coercitive, imposée dans un contexte de dictature et de pénuries alimentaires, médicales et énergétiques,,.

## L'adoption du décret 770

### Une législation antérieure libérale
En 1957, le décret no 433/1957 légalise complètement l'interruption volontaire de grossesse sans conditions jusqu'à trois mois, et sous conditions ensuite, car le régime communiste de Roumanie est officiellement athée et ne tient pas compte de l'héritage culturel religieux qui considère que la vie n'appartient pas à la personne humaine (et donc, que la vie d'un fœtus n'appartient pas à sa mère) mais est un « don de Dieu ». Toutefois, les moyens de contraception étant largement insuffisants et l'éducation sexuelle très lacunaire, l'avortement devient alors la principale méthode de régulation des naissances en Roumanie. Toute femme enceinte de moins de trois mois pouvait user du droit d'être, ou de ne pas être mère. Selon les statistiques officielles, le taux en 1965 est de quatre avortements pour une naissance.

### La promulgation du décret
Les conditions de vie sous la gouvernance du Parti communiste roumain étant difficiles et les libertés fondamentales manquant, il n'y a pas de « baby-boom » en Roumanie (ni dans les autres pays du bloc de l'Est) : beaucoup de couples n'ont qu'un seul enfant, ou pas d'enfant, et la population stagne et même décroit. Aussi, Nicolae Ceaușescu, secrétaire général du parti unique depuis 1965, cherche à relancer la natalité.
Le 1er octobre 1966, les autorités promulguent le décret no 770 régulant l'interruption de grossesse (en roumain : decret pentru reglementarea întreruperii cursului sarcinii). Du jour au lendemain, il introduit un changement radical de la législation. Il interdit tout avortement, à l'exception :
- des femmes dont la vie serait mise en danger par cette grossesse ;
- des femmes de plus de 45 ans (en 1972, l'âge est baissé à 40 ans. En 1985, il est à nouveau établi à 45 ans) ;
- des femmes ayant déjà donné naissance à quatre enfants, et les élevant ;
- des femmes dont la grossesse résulte d'un viol ou d'un inceste ;
- des femmes présentant des invalidités physiques ou psychiques graves[7].

La femme qui relève de l'un de ces critères (y compris le viol ou l'inceste) et veut interrompre sa grossesse doit fournir toutes les preuves pour pouvoir avorter. Après les démarches médicales et éventuellement judiciaires, elle doit encore passer devant une commission composée d'un gynécologue, d'un généraliste et d'une sage-femme pour présenter son cas. Si l'IVG lui est refusée, son médecin traitant est chargé de surveiller sa grossesse de près, et il est juridiquement responsable de toute interruption illégale. Enfin, les couples sans enfant doivent payer un supplément d'impôts.

### Relancer la natalité et garantir la bonne morale communiste
Plusieurs raisons semblent avoir motivé ce changement soudain de législation.
En introduction de ce décret, il est précisé que l'interruption de grossesse est interdite au motif qu'elle « représente un acte avec des graves conséquences sur la santé de la femme et apporte de graves préjudices à la natalité et à la croissance naturelle de la population ». En 1974, le programme du Parti unique communiste quantifie ces objectifs : la population roumaine devra atteindre 25 millions en 1990 et 30 millions en 2000. Dans les faits, le nombre d'habitants en Roumanie est de 23,2 millions en 1992 et de 22,6 millions en 2002.
Dans le même temps, le libre accès à l'IVG est vu comme une incitation à la liberté sexuelle, ce qui compromet la construction d'une société disciplinée respectant la « bonne morale communiste ». L'institution de la famille, qui se doit d'être nombreuse, fidèle au régime et politiquement irréprochable, est en effet un des piliers de l'idéologie communiste.

### Un contrôle gynécologique renforcé
Les examens gynécologiques obligatoires et réguliers sont imposés aux femmes en âge de procréer, en particulier sur leurs lieux de travail. D'autres mesures empêchent les femmes de bénéficier d'un traitement médical sans un examen gynécologique préalable. Des agents de la police politique, la Securitate, sont postés dans les cliniques gynécologiques. Sous prétexte de vérifier l'état de santé des futures mères, les autorités tentent ainsi de dépister les grossesses dès les premières semaines et de s'assurer que les procédures médicales respectent le décret de 1966.

## Conséquences démographiques
Dans un premier temps, les femmes sont prises par surprise et le taux de natalité monte en flèche. Dès 1969 le nombre d'un million de naissances supplémentaires est atteint. Les enfants nés durant ces premières années sont surnommés « decrețeii », soit « les decrétillons ».
Cependant très rapidement l'avortement illégal se développe, y compris parmi les femmes de la nomenklatura. Le taux de natalité rechute rapidement.
L'ensemble de l'appareil d'État est alors mobilisé pour combattre ces pratiques. Par exemple les cadres reçoivent des primes en fonction du nombre de naissances de leurs ouvrières. L'État met en place une détection systématique des femmes enceintes par la médecine du travail. Les femmes blessées à cause d'une IVG clandestine ne sont pas soignées tant qu'elles n'ont pas dénoncé leur avorteur. Le taux de mortalité maternel triple.
Tout cela n'empêche pas la Roumanie d'être le pays hôte de la conférence mondiale de 1974 sur la population.
À la chute des régimes communistes en Europe, à la suite de l'ouverture du rideau de fer et du rétablissement de la liberté des médias et des recherches historiques, on a estimé que le décret no 770/1966 avait entraîné une surnatalité de 2 millions d'enfants, ce qui n'est pas négligeable mais tout de même bien en deçà des objectifs initiaux. Il avait également entraîné la mort de plus de 11 000 femmes.
C'est également après la chute de la dictature, avec la découverte des orphelinats d'État, que l'on a compris l'aspect eugénique de cette politique ; certains comme à Cighid étant de véritables mouroirs pour enfants handicapés. Les images des enfants malades, sous-alimentés et maculés d'excréments ont été publiées dans de nombreux journaux et ont été montrées sur de nombreuses chaînes de télévision. Des observateurs ont décrit la vie à Cighid en utilisant des termes tels que « goulag pour enfants » ou « programme d'euthanasie ». Des associations caritatives américaines et européennes ont réagi par un programme d'aide à l'amélioration de l'établissement, ensuite étendu aux autres établissements similaires. Grâce à une aide financière aux familles volontaires, des enfants de Cighid et des autres orphelinats ont pu être adoptés par des familles de Roumanie et d'autres pays de l'ex-bloc de l'Est. De son côté, à partir de 1999, la fondation roumaine pour l'enfant et la famille « Dr Alexandra Zugrăvescu » a mis en place des villages d'enfants aux bonnes conditions matérielles et affectives, avec des familles d'adoption pour les pensionnaires et des programmes éducatifs interactifs et adaptés aux handicapés, en relation avec « SOS Villages d'enfants », pour remplacer les orphelinats d'État dont beaucoup étaient si vétustes, que les bâtiments eux-mêmes durent être démolis, leur réhabilitation étant trop coûteuse.
Le décret no 770/1966 a été un des premiers textes abrogés lors du rétablissement de la démocratie. Le décret-loi no 1 du 26 décembre 1989 inaugure une politique très libérale d'interruption volontaire de grossesse. L'acte y est légal jusqu'à la 14e semaine d'aménorrhée s'il est pratiqué par un médecin, aucun délai de réflexion n'est exigé. Le nombre d'avortements a alors fortement augmenté passant de 192 000 en 1989 à 992 300 en 1990. Ce nombre a ensuite décru pour revenir avec 198 800 avortements en 1999 à un taux comparable à celui qui prévalait avant 1966. Malgré cette libéralisation, le traumatisme laissé par le décret no 770 est tel, que même la puissante Église orthodoxe roumaine, qui a retrouvé depuis 1990 toutes ses prérogatives d'avant le régime communiste, y compris l'enseignement de son catéchisme dans les écoles publiques, n'ose pas remettre en cause le décret-loi no 1 du 26 décembre 1989, bien qu'elle considère l'avortement comme un meurtre.
Le taux de mortalité des femmes par avortement est passé de 545 en 1989 (sur 627 décès en couches) à 51 en 1996. Ce résultat mitigé s'explique par la survivance, notamment en milieu rural et ouvrier, d'une tradition d'avortements illégaux : 44 femmes succombaient encore à ces pratiques en 1999. Le taux de mortalité des maternités a néanmoins chuté de 76 %.

## Condition des enfants non-désirés
Si porter les grossesses à leur terme était une obligation, élever les enfants non-désirés n'en était pas une : si les parents n'avaient pas les moyens ou la volonté de le faire, ils pouvaient confier leur progéniture à l'État qui affirmait vouloir « les élever dans un bon esprit de camaraderie communiste ».
Les orphelinats étaient de plusieurs sortes.
Les « foyers médicalisés » (cămine-spitale) accueillaient les enfants handicapés ou présentant des troubles du comportement (définition très large à l'époque). Ces enfants « anormaux » étaient considérés comme « irrécupérables » par l'État et dans ces orphelinats, le personnel, l'énergie, l'hygiène et les nutriments étaient largement insuffisants. De plus une discipline stricte, de type carcéral, était imposée à tous, selon des préceptes « éducatifs » hérités de la première moitié du XXe siècle, de sorte que les carences physiques et affectives étaient la norme. La mortalité y était élevée et la réutilisation de seringues en verre mal stérilisées a propagé dans cette population le SIDA : 29% des enfants testés lors de la chute du régime était touchés par le virus, alors même que le SIDA n'existait pas officiellement en Roumanie. Une fois dévoilé, ce déficit sanitaire indigna les occidentaux et des actions citoyennes furent lancées : un million de seringues uniques sont envoyés et des spécialistes sont mobilisés. La Commission européenne, des ONG et même les particuliers y ont participé.
Par ailleurs, la république socialiste de Roumanie manquait aussi, à l'époque de la présidence Ceauşescu, de devises fortes étrangères, et elle sélectionna des orphelins en bonne santé, pour être bien nourris, vêtus et soignés dans des « foyers modèles » (cămine-model) aux conditions de vie décentes, afin d'être adoptables par des couples d'occidentaux, moyennant le paiement de taxes à l'État roumain et aux avocats intermédiaires (eux-mêmes fonctionnaires d'État, puisque les cabinets privés n'existaient pas encore à l'époque). Pour de nombreux enfants roumains abandonnés par leur famille, cette adoption fut la promesse d'une nouvelle vie.
La majorité des « decreței » ou « decrétillons », qui n'étaient ni « anormaux » ni « adoptables », vécut dans des orphelinats ordinaires (« foyers standard » ou cămine ordinare), ni mouroirs, ni modèles, où ils partageaient la vie de craintes, de pénuries et d'inconfort de toute la population, leurs soignants et éducateurs inclus, mais sans l'affection qu'aurait pu leur donner une famille d'adoption, d'autant que soignants et éducateurs étaient régulièrement changés pour éviter, précisément, le tissage de liens affectifs jugés illégitimes, voire perturbateurs pour l'ordre social.